# Bhrigu (sabio)

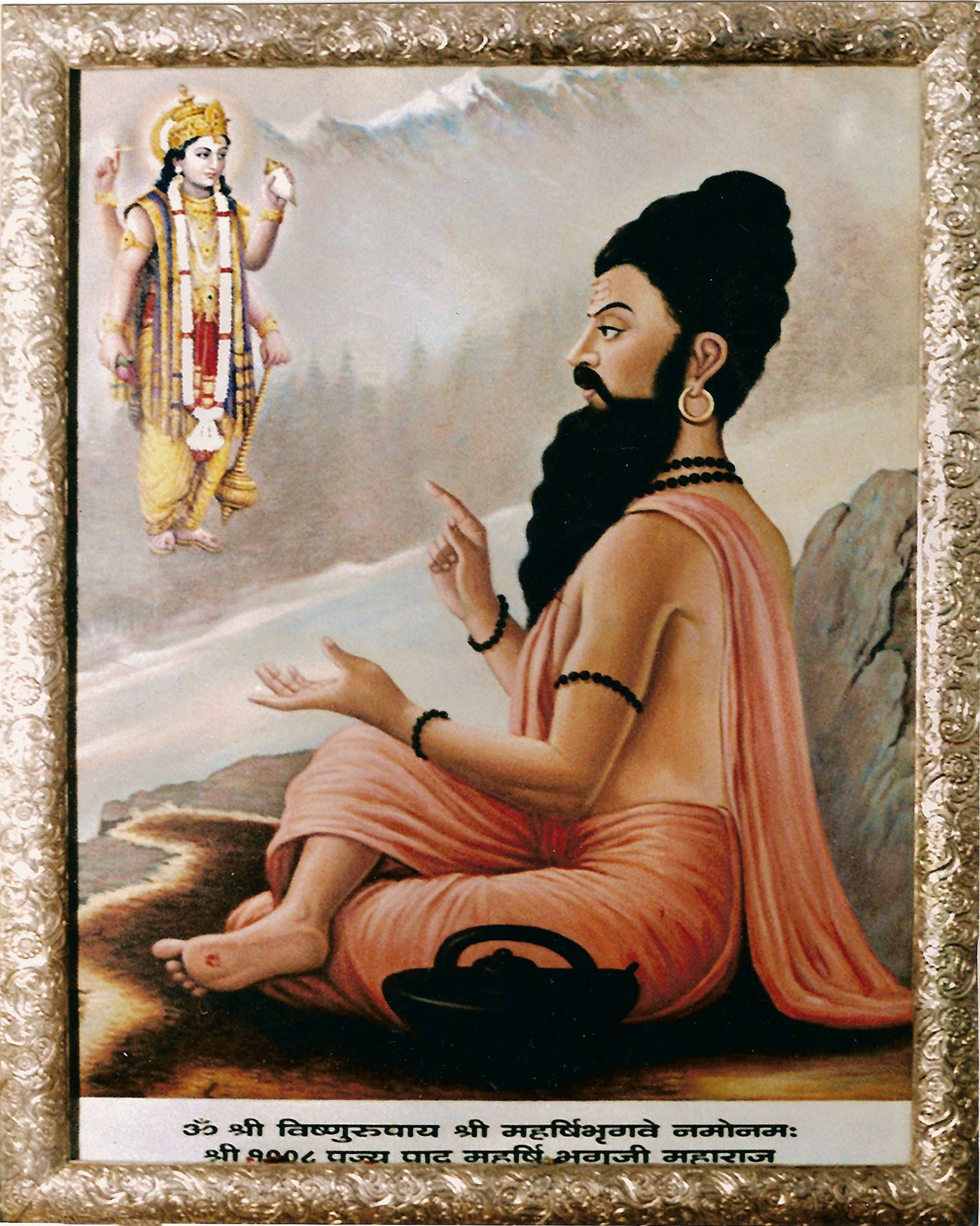
Representación de Bhrigu.

Bhrigu fue uno de los Saptarshis (siete [grandes] sabios) en la mitología hinduista, uno de los varios Prayapatis (señores de las criaturas) creados por el dios creador Brahmá de cuatro cabezas.
Fue el antepasado de la tribu bhrigu.

## Etimología
- bhṛgu, en el sistema AITS (alfabeto internacional para la transliteración del sánscrito).
- भृगु, en escritura devanagari del sánscrito.
- Pronunciación: /brígu/ o /bjrígu/.[1]
- Etimología: proviene del término sánscrito bhrash (bhrāj): ‘brillar, rayo, brillo’, proveniente de una antiquísima palabra indoeuropea desconocida, que ―además de derivar en esta palabra sánscrita― produjo los siguientes cognados:[1]
  - blizgu (en lituano).
  - flego (φλέγω): ‘quemar, chamuscar, consumir’, en griego.[2]
  - fúlguere: ‘refulgir’, en latín.
  - flag-ma o flamma: ‘llama, flama’.
  - bleichen /bleijen/: ‘blanquear, desteñir, blanqueador’ (en idioma germano).
  - bleach: ‘blanqueador, lejía’.

El nombre de Bhrigu aparece en el Rig-veda (el texto más antiguo de la India, de mediados o fines del II milenio a. C.) como autor de 473 rich (‘estrofas’) de las 10.552 que aproximadamente contiene ese texto.
Bhrigu fue el primer escritor sobre astrología en la India, con su Bhrigu-samhita, el clásico del yiotish (astrología hinduista), escrito durante el periodo védico llamado tretá iuga, posiblemente a finales del II milenio a. C. 
El Majábharata (texto épico-religioso del siglo III a. C.) menciona —en las palabras del sabio volador Nárada Muni—, a 14 prayápatis (literalemente: ‘líderes de la progenie’), que eran cuidadores de los 14 mundos (los 7 lokas y los 7 talas):
- Daksha
- Prachetas
- Pulaha
- Márichi
- Kasiapa
- Bhrigu
- Atri
- Vásishtha
- Gautama
- Anguiras
- Pulastia
- Kratu
- Prajlada
- Kardama

El Majábharata contiene el siguiente texto:

Y Daksha, Prachetas, Pulaha, Márichi, el amo Kashiapa, Bhrigu, Atri, y Vasistha y Gautama, y también Anguiras, y Pulastia, Kratu, Prajlada y Kardama, esos prayápatis, y Anguirasa (del Átharvan vedá), los Valikhilias, los Marichipas; la inteligencia, el espacio, el conocimiento, el aire, el calor, el agua, la tierra, el sonido, el tacto, la forma, el sabor, el perfume; la naturaleza y los modos [de la naturaleza] y los elementos y las causas primeras del mundo, todos se quedaron al lado del señor Brahmá, en esa mansión. Y Agastia (de gran energía), Markandeia (del gran poder ascético), Yamádagni, Bharad Vaya, Samvarta, Chiavana, el exaltado Durvasa, el virtuoso Rishia Sringa y el ilustre Sanat Kumara (de gran mérito ascético y preceptor en todos los temas relacionados con el yoga).
Nārada Muni

Bhrigu es un manasa putra (hijo de la mente) del dios Brahmá, quien simplemente deseó su existencia y lo creó para que lo asistiera en el proceso de la creación. Por eso se considera que Bhrigu es uno de los Prayapatis.
Cuando Brahmá realizó un gran sacrificio en nombre del dios Varuna, del fuego de sacrificio nació su hijo Bhrigu.

## Esposas e hijos
Bhrigu se casó con Khiati, la hija de Daksha. Tuvo dos hijos con ella: Dhata y Vidhata
Su hija Shri (también llamada Lakshmī) se casó con el dios Naraianá (identificado más tarde como el dios Visnú).
Tuvo otro hijo, que terminó siendo más conocido que el propio Bhrigu: Shukra Acharia.
Según otras leyendas, se casó con Pulomā, la hija del asura Vaisvanara. Ella había sido prometida al asura Puloman, pero finalmente su padre se la dio a Brigu.

### Nacimiento de Chiávana
El asura Vaisvanara tuvo una hija, a la que le puso el nombre de Pulomá en honor a su amigo, el asura Puloman.
Le prometió que cuando la niña creciera se la daría en matrimonio. Sin embargo, años más tarde el sabio Brigu se enamoró de ella y se la pidió a Vaisvanara. Este, temeroso de los supuestos poderes del sabio, se la entregó. Brigu la llevó a vivir a su ásram (ermita). Después de algún tiempo, Pulomá quedó embarazada.
Un día que Brigu la había dejado sola en su choza y fue al río para realizar sus rituales, como cada día, el asura Puloman llegó al lugar. Pulomá lo trató como un invitado, y le ofreció frutas. El rakshasa vio el fuego del sacrificio que Brigu había encendido más temprano y aún ardía. Entonces se dirigió a las llamas ―que son la representación del dios Agni―: «El padre de esta mujer, cuando ella era niña, me la prometió en matrimonio. Pero posteriormente fue apropiada por Brigu. Dime, Agni, ¿a quién le corresponde justamente poseerla, a Brigu o a mí?».
Agni temía que si decía la verdad, el sabio Brigu se enfurecería contra él. Pero le tenía más miedo a mentir, así que decidió enfrentar la ira de Brigu, y respondió: «Es cierto que el padre de Pulomá te la ofreció primero. Pero no lo hizo de manera formal, a través de los rituales necesarios. En cambio Pulomá se casó con Brigu con ritos védicos realizados en mi presencia». Descartando la respuesta de Agni, el demonio adoptó la forma de un jabalí, puso a Pulomá sobre su lomo y corrió rápido como el viento. Pulomá lloraba incontrolablemente. Sus lágrimas surgían como una corriente de agua, y crearon un río. Al ver este espectáculo, su abuelo Brahmá llamó a este río Vadhusara.
Las sacudidas del jabalí hicieron que Pulomá expulsara a su bebé, que cayó sobre la tierra. El jabalí Puloman se detuvo, y se prendió fuego vivo, convirtiéndose en cenizas. Pulomá recogió a su hijo de la tierra, y le puso el nombre de Chiávana (‘sacudido’).
Brigu vio a su esposa llegar con el bebé y llorando incontrolablemente. Pulomá le contó todo, y Brigu se enfureció por la falta de veracidad de Agni y lo maldijo: «Desde ahora vas a comer de todo, para siempre». Agni se deprimió por esta maldición, y dejó de aparecer en este mundo. Las personas no podían encender fuegos para cocinar ni para realizar ofrendas a los dioses. Los sabios llegaron hasta la morada del dios Brahmá y oraron ante él.
Brahmá tranquilizó a Agni diciendo que en realidad la maldición de Brigu era positiva: Agni podría consumir cualquier cosa sin discriminación alguna, y en el proceso purificaría el objeto. Brahmá también lo bendijo para que, en los rituales de sacrificio, una parte de las ofrendas hechas a los dioses fuera también para Agni.

## Otras leyendas
Brigu podía viajar por el espacio como Durvasa, Nárada Muni y otros. Utilizaba este poder para viajar por todos los planetas del universo.
Antes de la batalla de Kuruksetra (en el texto épico Majábharata), trató de detener a los parientes en pugna.
Instruyó a BharadVasha acerca de astrología.
Según sus escritos, creía que el aire, el fuego, el agua y la tierra se producían a partir del éter (un elemento que recién en el siglo XX se descubrió inexistente).
También creía que el aire en el estómago regula los intestinos.
Puede haber sido el primero en escribir sobre las ventajas del racista sistema de castas de la India.
Convirtió en sacerdote bráhmana al rey chatría Vita Javia.

## En las escrituras
El sabio Bhrigu aparece en el Vaiú-purana, donde asiste al gran iagñá (sacrificio) de Prajapati Daksha (su suegro)
En el Sri Venkatachala Majatmiam (las glorias de Tirumala), se cuenta la leyenda de que varios sabios se acercaron con respeto a Maharishi Bhrigu para preguntarle quién puede ser el dios adecuado para ofrecerle un iaga (sacrificio).